# 埃爾科爾查爾動植物保護區
埃爾科爾查爾動植物保護區（西班牙語：Santuario de fauna y flora El Corchal El mono Hernández），是哥倫比亞的自然保護區，位於該國北部玻利瓦省和蘇克雷省，成立於2002年8月5日，面積38.5平方公里。